# دیوید لانگ (جنگ داخلی)
دیوید لانگ (انگلیسی: David Lang; ۹ مهٔ ۱۸۳۸ – ۱۳ دسامبر ۱۹۱۷) فرد نظامی اهل ایالات متحده آمریکا بود.